# Seznam mineralov F-J
Seznam mineralov F-J vsebuje imena mineralov, sopomenke, rudarska imena ter imena skupin mineralov in trdnih raztopin z začetnicami F, G, H, I in J.
Seznam ni popoln, ker vanj še niso vnešena imena vseh poznanih mineralov, poleg tega pa se stalno odkrivajo novi.

### F
- flogopit (kalijev magnezijev železov manganov alumosilikat, K(Mg,Fe,Mn)3(AlSi3O10)(F,OH)2)
- florencit-(Ce) (cerijev aluminijev fosfat, CeAl3(PO4)2(OH)6)
- florencit-(La) (lantanov cerijev aluminijev fosfat, (La,Ce)Al3(PO4)2(OH)6)
- fluorapatit (kalcijev fluorofosfat, Ca5(PO4)3F)
- fluorit (kalcijev fluorid, CaF2)
- fosgenit (svinčev kloro karbonat, Pb2[Cl2 | CO3])
- frankdiksonit (barijev fluorid, BaF2)

### G
- galenit (svinčev sulfid, PbS)
- gejlusit (natrijev kalcijev karbonat pentahidrat, Na2Ca(CO3)2•5H2O)
- getit (železov hidroksi oksid, α-FeOOH)
- gibsit (hidrargilit, aluminijev hidroksid, Al(OH)3)
- glauberit (natrijev kalcijev sulfat, Na2Ca(SO4)2)
- goldmanit (kalcijev vanadijev silikat iz skupine granatov, Ca3V2[SiO4]3)
- granat (skupina silikatnih mineralov s splošno formulo X3Y2[SiO4]3)
- grejgit (železov(II,III) sulfid, Fe3S4)
- grinokit (kadmijev sulfid, CdS)
- grosular (kalcijev aluminijev silikat iz skupine granatov, Ca3Al2[SiO4]3)
- grovezit (manganov alumosilikat hidroksid, (Mn5Al)(Si3Al)O10(OH)8)
- gumit (zmes uranovih oksidov)

### H
- habazit (kalcijev natrijev aluminijev silikat heksahidrat, (Ca,Na2)[Al2Si4O12] • 6H2O)
- halit (natrijev klorid, NaCl)
- halkantit (bakrov sulfat hidrat, Cu[SO4] • 5H2O)
- halkopirit (bakrov železov sulfid, CuFeS2)
- halkozin (bakrov sulfid, Cu2S)
- halotrihit (železov aluminijv sulfat hidrat, Fe2+Al2[SO4] • 22H2O)
- hamozit (železov magnezijev alumosilikat hidrat iz kloritne skupine,  (Fe2+,Mg,Fe3+)5Al[(OH,O)8|AlSi3O10])
- hanksit (natrijev kalijev sulfat karbonatat, Na22K(SO4)9(CO3)2Cl)
- hastingsit (NaCa2(Fe2+4Fe3+)Si6Al2O22(OH)2)
- hematit (železov oksid, Fe2O3)
- hemimorfit (cinkov hidroksi silikat, Zn4[(OH)2 | Si2O7] • H2O)
- hialofan (kalijev barijev aluminijev silikat, (K,Ba)[Al(Al,Si)Si2O8])
- hidrargilit (aluminijev hidroksid, Al(OH)3)
- hidrocinkit (cinkov hidroksi karbonat,Zn5[(OH)3 | CO3]2)
- hidrohematit (železov oksid hidroksid, γ-FeO(OH))
- hidrokalumit (Ca2Al(OH)7 • 2H2O)
- hipersten (magnezijev železov inosilikat, (MgFe)SiO3)
- hojlandit (kalcijev aluminijev silikat heksahidrat, Ca[Al2Si7O18] • 6H2O)
- hrizoberil (berilijev aluminijev oksid, BeAl2O4)
- hrizokola (bakrov hidrofilosilikat, Cu[SiO3] • nH2O)

### I
- idrijalin (4[C22H14])
- ilit (kalijev aluminijev hidrogen silikat,(KH3O)Al2(SiAl)4O10(OH)2)
- irolit (manganov železov hidrogen fosfat tetrahidrat, (Mn,Fe2+)5H2[PO4]4 • 4H2O)

### J
- jantar (C10H16O)
- jaspis (silicijev dioksid, SiO2)
- jokokuit (manganov(II) sulfat pentahidrat, MnSO4 • 5H2O)
- Jadeit (monoklinski alkalni piroksenski mineral kemične formule NaAl[Si2O6])